# Лаубер, Дежё
Дежё Ла́убер (венг. Lauber Dezső; 23 мая 1879, Печ, Транслейтания — 5 сентября 1966, Будапешт) — венгерский архитектор и разносторонний спортсмен.

## Факты из жизни
В конце XIX и начале XX века Лаубер был абсолютным чемпионом среди спортсменов, участвовавших в многообразных видах спортивных соревнований, в числе которых — теннис, бобслей, футбол, гольф, фехтование, лёгкая атлетика, конькобежный спорт, велоспорт и др.
В теннисе Лаубер выступал на летних Олимпийских играх 1908 года в Лондоне, но проиграл свой первый матч и не смог бороться за призовые места.
Как архитектор Дежё Лаубер успешно сотрудничал с Альфредом Хайошем. Их совместный проект стадиона, представленный на летних Олимпийских играх 1924 года, завоевал серебряную медаль в Конкурсе искусств, где Лаубер был самым молодым венгерским участником. Золотая медаль в номинации «архитектура» в Париже не присуждалась.
С 1904 по 1909 год Дежё Лаубер состоял в венгерском клубе лёгкой атлетики (венг. Magyar Atlétikai Club), а с 1906 по 1915 год был секретарём одного из первых национальных олимпийских комитетов — Венгерского ОК, основанного в декабре 1895 года.